# فيتوريو باشليت
فيتوريو باشليت (بالإيطالية: Vittorio Bachelet)‏ هو محامي وسياسي إيطالي، ولد في 20 فبراير 1926 في روما في إيطاليا، وتوفي بنفس المكان في 12 فبراير 1980. حزبياً، نشط في الحزب الديمقراطي المسيحي الإيطالي.